# Liste des cités de l'Empire byzantin
Vous pouvez aider à l'améliorer ou bien discuter des problèmes sur sa page de discussion.
- Il ne cite pas suffisamment ses sources. Vous pouvez indiquer les passages à sourcer avec {{référence nécessaire}} ou {{Référence souhaitée}}, et inclure les références utiles en les liant aux notes de bas de page. (Marqué depuis octobre 2022)
- Son texte doit être wikifié : il ne correspond pas à la mise en forme Wikipédia (style, typographie, liens internes, liens entre les wikis, etc.). (Marqué depuis octobre 2022)

- Archive Wikiwix
- Bing
- Cairn
- DuckDuckGo
- E. Universalis
- Gallica
- Google
- G. Books
- G. News
- G. Scholar
- Persée
- Qwant
- (zh) Baidu
- (ru) Yandex
- (wd) trouver des œuvres sur Wikidata

Carte des thèmes de l'Empire Byzantin en 1025

L'Empire Byzantin, ou Empire romain d'orient, a été au cours de son histoire subdivisé en thèmes comprenant de nombreuses villes, aujourd'hui antiques. Ci-dessous figure une liste des cités ayant été occupées par les byzantins.

## Cités par thème

### Thème de Thrace
- Constantinople (la capitale de l'Empire de 395 à 1204 puis de 1261 à 1453)
- Arcadiopolis
- Silivri (Selymbria)
- Tekirdağ (Rodosto)
- Vize (Bizye)
- Perinthus

### Thème de Macédoine
- Adrianople
- Mosynopolis
- Kallipolis
- Trianoupolis
- Ainos
- Komotini

### Thème de l'Optimatoi
- Nicomédie (capitale du thème)
- Chalcédoine
- Chrysopolis
- Modra
- Daphnousia
- Diospolis

### Thème de l'Opsikion
- Nicée (capitale du thème et de l'Empire de 1204 à 1261)
- Dorylée
- Kyzikos
- Angelokomis
- Chios
- Apamée de Bithynie
- Thebasion
- Lamyana (Büyükbelen)
- Cotyaeum
- Aureliane (Nicée)
- Ploketta (Orta Pinarlar)
- Pythopolis (Yalova Kap ?)
- Apsoda (Çatak)
- Adrianoi

### Thème de Samos
- Izmir (Smyrna) (capitale du thème)
- Sámos (Samos)
- Éphèse
- Adramyttium (en) (Éolide), près de Burhaniye
- Pergame
- Éolide
- Téos
- Magnésie du Méandre

### Thème de Aigaion pelagos
- Abydos
- Naxos
- Alexandrie de Troade
- Lumpsucus
- Kallipolis
- Assos
- Sestos
- Parion

### Thème de Thrakesion
- Colosses (Chonai, peut être la capitale du thème)
- Philadelphie
- Sardes
- Tyatire
- Blaundus
- Hierapolis
- Laodicée du Lycos

### Thème de Paradounavon
- Dorystolon (capitale du thème)
- Mesembria
- Philippopolis
- Nicopolis

### Thème de Boukellarion
- Anycra (capitale du thème)
- Heraclée
- Anastasiople
- Bithynion
- Flaviopolis
- Bloukion
- Peion

### Thème de Paphlagonia
- Gangra (capitale du thème)
- Amastris
- Ionopolis
- Blaene
- Pompeiopolis

### Thème de Kibyrrhaiotai
- Attaleia (capitale du thème)
- Myra
- Rhodes
- Pergé
- Phaselis
- Olympos
- Andriake (en), ancien port de Myra (Lycie)
- Sidé
- Phellos (en) (Lycie, près de Çukurbağ (Kaş))
- Tlôs
- Telmessos
- Lebessos
- Kaunos
- Amos (?)
- Kadrai (?)
- Knidos
- Kéramos
- Helicarnasse
- Iassos
- Lagina
- Stratonikeia
- kibyra

### Thème d'Anatolikon
- Amorium (capitale du thème)
- Iconium
- Isaura
- Malos
- Antioche (anatolie)
- Polybotus
- Synnudu

### Thème de Chypre
- Nicosie (capitale du thème)
- Paphos
- Salamine
- Larnaca

### Thème de Koloneia
- Colonée (capitale du thème)

### Thème de Chaldia
- Trébizonde (capitale du thème)
- Cesarus
- Philokaleia
- Attenai
- Karasous
- Ophis
- Rhizaion
- Masochaldia
- Ordu
- Sorogania
- Slathiopastes

### Thème de Hellas
- Thèbes (capitale du thème)
- Athènes
- Larissa
- Chaelkis

### Thème de Cherson
- Kherson (capitale du thème)
- Feodosia
- Mangup
- Panticapeum
- Olbia

## Cités occupées mais n'ayant pas appartenu à un thème
- Emessa
- Jérusalem
- Palmyre
- Memphis
- Emona
- Carthage
- Gades
- Nice
- Aleria
- Rhegium
- Leptis Magna
- Cyrene
- Hippo Regius
- Tyr
- Sidon
- Septum
- Tingis
- Neapolis
- Amalfi
- Karthago Nova
- Van
- Anion
- Damascus
- Coptus